# The Bitmap Brothers
The Bitmap Brothers war ein Entwicklerstudio für Computerspiele aus Großbritannien. Es wurde 1987 gegründet. Das Entwicklerstudio programmierte mehrere Spiele für den Atari ST und den Amiga und gehörte zu den erfolgreichsten Entwicklern für diese Plattformen. Ihre späteren PC-Spiele konnten nicht die Verkaufszahlen ihrer früheren Werke erreichen.

## Details
Die Bitmap Brothers hatten ihren Sitz in London. Der Geschäftsführer des Unternehmens war Mike Montgomery, der es zusammen mit Eric Matthews und Steve Kelly gründete.
Der Computergrafiker Mark John Coleman arbeitete häufig für die Bitmap Brothers. Er war zusammen mit Dan Malone für den typischen grafischen Stil der Bitmap-Brothers-Spiele verantwortlich.
Weitere Mitarbeiter waren John Phillips, Ed Bartlett und Jamie Barber.

## Geschichte
Das Entwicklerstudio veröffentlichte 1988 sein erstes Spiel, das Shoot ’em up Xenon. Kurz darauf folgte der Klassiker Speedball. Das 1996 erschienene Echtzeit-Strategiespiel Z war der letzte große Erfolg des Studios.
Bevor das Entwicklerstudio seine Spiele unter dem Namen „Renegade Software“ selbst veröffentlichte, wurden frühe Bitmap-Brothers-Titel von Image Works und Konami herausgegeben. Seit 2002 veröffentlichte das Unternehmen einige Umsetzungen seiner bekanntesten Spiele für den Game Boy Advance und Pocket PC.
Mitte 2003 wurde das Bitmap-Brothers-Spiel World War II: Frontline Command von KOCH Media und Strategy First veröffentlicht. Eine Speedball Arena betitelte Fortsetzung der Speedball-Serie wurde für Weihnachten 2002 angekündigt, jedoch noch vor der Veröffentlichung eingestellt. Zwischen 2003 und 2006 gab es keine neuen Veröffentlichungen oder Ankündigungen neuer Spiele.
Nach jahrelanger Stille kündigte eine Mitteilung auf der offiziellen Homepage des Unternehmens das Spiel Speedball 2 - Tournament an. Kylotonn Entertainment entwickelte das Spiel schließlich und Frogster Interactive veröffentlichte es im Herbst 2007. Das Spiel konnte jedoch nicht an den Erfolg früherer Titel anknüpfen.
Am 25. November 2019 wurde von Rebellion Developments bekannt gegeben, dass das Unternehmen die Firma sowie die Lizenzen und Rechte an den Spielen der Bitmap Brothers übernommen hat.

## Erbe

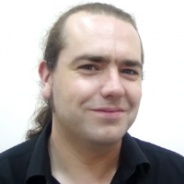
Jon Hare (2008)

Zwei Mitglieder der Bitmap Brothers – Mike Montgomery und John Phillips – gründeten im neuen Jahrtausend das Unternehmen Tower Studios (zusammen mit dem Sensible-Software-Gründer Jon Hare). Laut der Website der neuen Firma endete ihre Arbeit bei Bitmap Brothers 2004.
2011 wurde von Tower Studios das Spiel Speedball 2 Evolution für den App Store von Apple veröffentlicht.

## Spiele
- Xenon (1988)
- Speedball (1988)
- Xenon 2 Megablast (1989)
- Cadaver (1990)
- Speedball 2: Brutal Deluxe (1990)
- Cadaver: The Payoff (1991)
- Gods (1991)
- Magic Pockets (1991)
- The Chaos Engine (1993)
- The Chaos Engine 2 (1996)
- Z (1996)
- Speedball 2100 (2000)
- Z: Steel Soldiers (2001)
- World War II: Frontline Command (2003)